# Turjaremete
Turjaremete (ukránul: Тур'ї Ремети) település Ukrajnában, Kárpátalján, az Ungvári járásban.

## Fekvése
Perecsenytől keletre, a Turja patak mellett, Ószemere, Nagyturjaszög és Rákó közt fekvő település. Keresztülfolyik rajta a Turja, amelybe itt ömlik bele a Turica. Innen érhető el a természeti szépségekben gazdag Turica völgye is.

## Története
1910-ben 2041 lakosából 446 magyar, 334 szlovák, 1237 ruszin volt. Ebből 481 római katolikus, 1290 görögkatolikus, 218 izraelita volt. A trianoni békeszerződés előtt Ung vármegye Perecsenyi járásához tartozott.
1918-1938 között Csehszlovákia, 1938-1944 között ismét Magyarország része volt.
A településen egykor vasöntöde is működött, mely híres volt öntöttvaskályháiról A vasgyár bezárása után munkásai szétszéledtek. Az itt készült szépmívű öntöttvaskályhák egyes darabjai ma már csak egyes múzeumokban lelhetők fel.
Turjaremetén a 19. század elején a napóleoni háborúk után ide száműzött francia tisztek meghonosították a békahús (rántott ill. párolt békacomb) fogyasztását. A 2010-es évekre ez maradt Kárpátalja egyetlen települése, ahol kereskedelmi célból békát gyűjtenek. Az állatokat április-májusban hálókkal, vagy akár puszta kézzel gyűjtik a Turja patakban. Mivel azonban egy-egy szezonban akár 50 ezer békát is fognak, köztük védett fajokhoz tartozókat is, biológusok szerint ez veszélyt jelenthet a patak élővilágára.

## Nevezetességek
- Szent György Vértanú római katolikus templom - 1854-ben Hám János püspök emelte a régi kicsiny kápolna helyett. 1961-ben bezárták, és csak 1989-ben adták vissza. 1996-ban új szárny is épült hozzá. Anyakönyvet 1883-tól vezetnek.

- Postás emlékmű - A valószínűleg a világon egyedülálló emlékművet 1838-ban, halála után állították Fekete Fedir postás emlékére a község hálás lakói, mivel a postás hosszú éveken keresztül gyalogosan hordta a leveleket Perecsenyből a falu lakóinak.

- hucul lótenyészete

## Hírességek
- 1925. október 15-én Turjaremetén született Ádám Magda nemzetközi hírű történész, a Magyar Tudományos Akadémia doktora. Nem tekinthető talán véletlennek, hogy kutatási területe a Kisantant létrejöttének körülményei és történetének vizsgálata, a két világháború közötti magyar külpolitika elemzése; a trianoni békeszerződés meghatározó nemzetközi tényezőinek tárgyalása, valamint a dunai államok egymás közötti viszonyainak kutatása lett.